# Максутовы
Максутовы (князь Максутовы, устар. Максю́товы, тат. Maqsutovlar, Максутовлар) — княжеский род татарского происхождения.
Род происходит от касимовского князя Максута (ум. 1554), названного в родословной легенде уланом и потомком царевича Касима, через его двух внуков Арслана и Исмаила Айдаровых детей.
Наиболее известная пензенская ветвь рода кн. Максутовых, усвоившая современное написание фамилии в 1-й пол. XIX в., происходит от Мустая мурзы Араслановича кн. Максутова, который с 1672 г. владел близ Керенска пожалованным за службу поместьем. Его внуки, кн. Михаил Сулейманович и Александр Бекович, к середине 1730-х гг. приняв православие, обрели дворянство. В 1793 г. Максутовы записаны в 5-ю часть дворянской родословной книги (ДРК) Пензенской губернии. В 1855 г. утверждены (уже как Максутовы) в дворянском и княжеском достоинстве с оставлением в 5-й части дворянской родословной книги.
20.12.1793 секунд-майор кн. Николай Иванович Максутов внесен в VI ч. ДРК Рязанской губ. В декабре 1793 гв. поручик Николай Васильевич внесен в V ч. ДРК Рязанской губ. 10.12.1817 Пётр и Иван Ивановичи Максутовы внесены в VI ч. ДРК Рязанской губ.

## Известные представители рода
Наиболее известные представители рода князей Максутовых:
- Мустай Арасланович
  - Бекмурза (род. до 1669, ум. после 1714).
    - Александр Бекович (род. до 1720, ум. ок. 1770).
      - Егор Александрович (ум. ок. 1814).
        - Николай Егорович (род. до 1789, ум. до 1842).
          - Андрей Николаевич (род. 1812, ум. 1866(?)), капитан.
            - Пётр Андреевич (род. 1836, ум. ?).
              - Владимир Петрович — полковник, служил в Главном управлении Генерального штаба. Адрес в 1913 г.: г. Петроград, Казанская пл., 42.

  - Сулейман
    - Михаил Сулейманович (род. до 1720, ум. 178х).
      - Иван Михайлович (ум. между 1790 и 1822).
        - Пётр Иванович (род. ок. 1790, ум. после 1867), действительный статский советник. Служил по Министерству императорского двора (в 1830-х — нач. 1850-х управлял Пермской удельной конторой). Помещик с. Анучина и д. Решетиной Чембарского уезда Пензенской губернии. Похоронен на Мироносицком кладбище города Пензы[2].
          - Екатерина Петровна (1822—1897). Супруг Рашет Владимир Карлович (1813—1880), руководитель горного ведомства, член Горного совета и Горного ученого комитета), их дети: Анна (род. 1846 ум. ?) и Владимир (род. 1851 ум. ?).
          - Павел Петрович (15 или 21 апреля 1825, Пенза — 2 мая 1882, Севастополь) — контр-адмирал, участник Синопского сражения (1853) и обороны Севастополя (1854—1855). C 1876 г. губернатор Таганрога.
          - Николай Петрович.
          - Александр Петрович (1830—1854) — кадровый морской офицер, лейтенант, кавалер Ордена Святого Георгия 4 класса, сражался и погиб во время обороны Петропавловска.
          - Дмитрий Петрович (10 мая 1832, Пермь — 21 марта 1889, Санкт-Петербург) — контр-адмирал, главный правитель Русской Америки, участник обороны Петропавловска. Супруга Мария Владимировна.
            - Александр Дмитриевич (1862—1918) — участник гидрографических и гидрологических работ по исследованию Тихого океана. В 1891 г. был произведён в лейтенанты.
            - Дмитрий Дмитриевич (старший) (1870—1952) — морской офицер, служивший в Черноморской эскадре, капитан 1 ранга, был пресс-атташе при русской миссии в Турции. После революции эмигрировал во Францию, затем в США, где работал смотрителем пристани на Гудзоне. Похоронен на кладбище Свято-Троицкого монастыря в Джорданвиле. 
              - Дмитрий Дмитриевич (младший) (11 (23) апреля 1896, Одесса — 12 августа 1964, Ленинград) — советский учёный, оптик, член-корреспондент АН СССР (1946). Изобрёл оптическую систему, носящую его имя, которая в настоящее время широко используется в телескопостроении. Супруга Елена Павловна Ефремова
              - Константин Дмитриевич — русский офицер, после революции вместе с отцом эмигрировал во Францию, затем в США, где стал работать химиком.

          - Пётр Петрович (28 августа 1834, Пермь — 30.09.1903, с. Трофимовка Городищенского уезда), действительный статский советник. Почётный мировой судья Городищенского уезда в 1888—1896 гг.; с 1891 по 1896 гг. зем. нач. 2-го участка Городищенского уезда.
            - Дмитрий Петрович 2-й (1873-1942) морской офицер, участник Цусимского сражения на крейсере "Владимир Мономах", в составе Преображенского полка - участник Первой Мировой, репрессирован в 1924 году, реабилитирован, житель Блокадного Ленинграда , внесён в Книгу Памяти. Супруга по первому браку  Полина Александровна. Адрес на 1913 г.: г. Петроград, ул. Сергиевская, д. 83. Супруга по второму браку: Гильшер Вера Ивановна. 
              - Дмитрий Дмитриевич. Адрес в 1942 г.: Моховая улица дом 46.

            - Анна Петровна. Адрес в 1913 г.: г. Петроград, ул. Таврическая, 7.
            - Анастасия Петровна
            - Екатерина Петровна
            - Александра Петровна

          - Георгий Петрович.

        - Николай Иванович (1792—1856), секунд-майор.
          - Василий Николаевич (1826—1886).

Другие представители рода Максутовых:
- Александр Евграфович. Адрес в 1913 г.: г. Петроград, Сайкин пер., 9.
- Иван Иванович (1883—1981) — полковник лейб-гвардии Гренадерского полка, герой Первой мировой войны.
- Константин Иванович
- Михаил
- Ольга Павловна